# نيكولو جاتيلوسيو

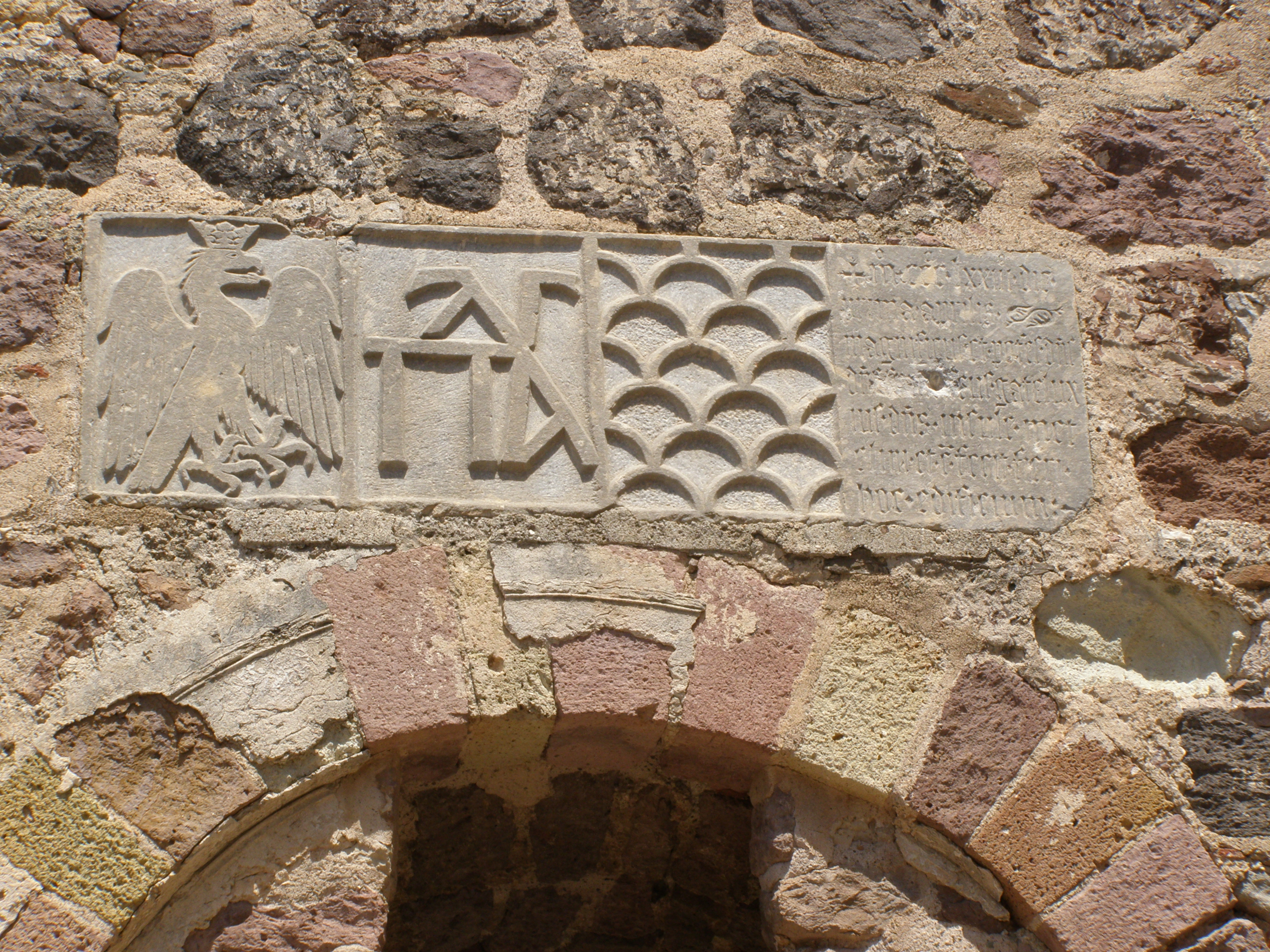
نقش بارز في قلعة ميتيليني، يظهر نسر عائلة دوريا (أقصى اليسار) ، عائلة سيفربالايولوجوي (يسار الوسط)، ومعطف جاتيلوسي للأسلحة (يمين الوسط)

نيكولو جاتيلوسيو (بالإيطالية:Niccolò Gattilusio) (توفي عام 1462) . هو الابن الأصغر لدورينو جاتيلوسيو الأول وأوريتا دوريا وهو سادس وآخر أفراد عائلة جاتيلوسي الذين حكموا جزيرة لسبوس اليونانية. حكم بين عام (1458–1462).
خلع نيكولو شقيقه الأكبر دومينيكو غاتيليو ، وزج به في السجن، ثم قام بخنقه. اتخذ السلطان العثماني محمد الفاتح الثاني هذه الجريمة كذريعة لغزو جزيرة ليسبوس. وفقًا لفرانز بابنجر ، كان الدافع الحقيقي لمحمد هو لجوء نيكولو إلى القراصنة الكاتالوينيين وغزوهم للساحل الأناضولي القريب ، وقيامه بخطف سكانه وبيعهم كعبيد. 
في عام 1462 ، سار محمد الفاتح من القسطنطينية على رأس مفرزة من جنود قوات المشاة الانكشارية عبر الأناضول إلى أسوس (بالقرب من بيهرام كيي) ،وأمر بقصف مدينة ميتيليني بالمدافع الستة العملاقة التي أحضرها معه في أسطوله. ثم دخل جنوده إلى المدينة فاتحين ، فاضطر نيكولو إلى الاستسلام والاعتراف بهزيمته. واستسلمت ميتيليني وبقية حصون الجزيرة. 
ونُقل نيكولو إلى القسطنطينية أسيرًا مع معظم أفراد عائلته. وهناك اعتنق الإسلام وأفرج عنه لفترة وجيزة. 